# Ennio Torresan
Ennio Torresan Jr. (Rio de Janeiro, c. 1964) é um animador, ilustrador e pintor brasileiro radicado nos Estados Unidos. Desde 2003 trabalha na DreamWorks Animation. Ilustrou revistas como Mad e outras revistas em quadrinhos  para pequenas editoras de São Paulo.
Graduou-se em Belas Artes na Escola de Belas Artes da Universidade Federal do Rio de Janeiro. Em 1993 produziu e dirigiu a curta-metragem El Macho pela Embrafilme. Já nos Estados Unidos produziu storyboards para o desenho animado infantil Bob Esponja Calça Quadrada. Após alguns trabalhos para o Disney Channel, produziu storyboards para filme como Madagascar e Bee Movie, entre outros.